# Švedski jezik
Švedski jezik (endonim: svenska) pripada jezicima istočnoskandinavske skupine u indoeuropskoj grani sjevernogermanskih jezika. Govori ga oko 10 milijuna ljudi, ponajviše u Švedskoj, gdje je i glavni jezik. Također se govori u Finskoj, gdje ima status službenoga jezika uz finski, te na Ålandskim otocima, autonomnoj skupini otoka na teritoriju Finske, gdje je većinski jezik. Značajna švedska zajednica nalazi se i u Oslu, u Norveškoj. Četvrti je germanski jezik po broju govornika.
Razvio se iz istočnog dijalekta staronordijskoga jezika, jezika pretka kojeg dijeli s drugim skandinavskim jezicima, zbog čega je većinom međusobno razumljiv i s danskim te norveškim jezikom. Nije, međutim, sličan islandskome niti ferojskome, zbog čega se sjevernogermanske jezike danas nerijetko dijeli na otočne i poluotočne.
Kao i kod drugih germanskih jezika, uobičajen red riječi u rečenici jest subjekt – predikat – objekt, no u arhaičnim se izrazima može naići i na druge. Morfologija švedskoga je poprilično jednostavna; kod imenica postoji dva roda (zajednički i srednji), dva padeža (nominativ i genitiv), dva broja (jednina i množina) te dva stupnja određenosti (određena i neodređena). Pridjevi se kompariraju te također mijenjaju po rodu, broju i određenosti. Osobitost švedskoga, kao i drugih sjevernogermanskih jezika, jest da određenost izražavaju i sufiksalnim nastavkom, a ne isključivo rječcama prije imenice (usp. eng. the bear, njem. der Bär, niz. de beer, šv. björnen)

## Varijeteti
Službena i standardna inačica švedskoga naziva se rikssvenska (hrv. „nacionalni švedski”), a razvila se iz stockholmskog dijalekta srednjošvedskoga jezika. Standardni finski švedski jezik naziva se högsvenska (hrv. „visoki švedski”), a njega regulira potpuno zasebna organizacija za očuvanje jezika, Institut za jezike Finske, koji ga teži zadržati sličnim rikssvenska standardu. 
Dijalektima švedskoga službeno se smatraju svi jezici ili varijante istih koji su se „slobodno i samostalno” razvili iz staronordijskoga jezika na području suvremene Švedske ili u područjima gdje je švedski službeni jezik. Tako se danas raspoznaje šest glavnih dijalekatskih skupina švedskoga koji sadrže ukupno oko 100 dijalekata. Te skupine su:
- Južnošvedski (šv. sydsvenska), u pokrajinama Skåne i Blekinge te na jugu Hallanda i Smålanda
- Götamål, u pokrajinama Götaland, Värmland te možda Bohuslän
- Srednjošvedski (šv. sveamål), u Svealandu i do Hälsinglanda, izuzev Värmlanda i Östergötlanda
- Gutnijski (šv. gotländska ili gutniska), na otocima Gotland i Fårö; jezik koji se razvio iz starogutnijskoga dijalekta staronordijskoga jezika (šv. forngutniska)
- Sjevernošvedski (šv. norrländska), u Norrlandu, isključujući jug Hälsinglanda, Härjedalena i Gästriklanda
- Istočnošvedski (šv. östsvenska), u Finskoj (Ostrobotnija, Uusimaa i Jugozapadna Finska), Estoniji te Ålandskim otocima

Manjinska skupina Estonije danas je vrlo mala, iako je kroz povijest ondje postojala velika prisutnost švedskog govornog stanovništva. Razlog nestanka jest većinom migracija u Švedsku nastankom SSSR-a, no velik je utjecaj imala i politika Unije prema Šveđanima na njenom teritoriju. Prevladavajuća je misao bila da bi govornici švedskoga mogli biti špijuni ili izdajice, zbog čega su neki deportirani u Sibir, a drugi su se asimilirali u sovjetsko društvo, izgubivši time švedski jezik. Prema popisu stanovništva iz 2000. godine, u Estoniji je tada živjelo 300 etničkih Šveđana, od kojih je 211 imalo estonijsko državljanstvo. U 2021. godini broj je Šveđana porastao na 811, ali s estonijskim državljanstvom ih je samo 173.
U Ukrajini također postoji malen broj etničkih Šveđana, a posebno se ističu oni koji naseljavaju Gammalsvenskby (izv. Gammölsvänskbi, ukr. Старошведське) sjeverno od Krimskog poluotoka. Kada je Švedska bila prisiljena predati Baltik Rusiji krajem Velikog sjevernog rata u 18. stoljeću, skupina od oko 1000 estonijskih Šveđana s otoka Dagö bila je prisiljena odseliti u Ukrajinu. Kroz povijest se ondje razvio zaseban dijalekt švedskoga s velikom količinom arhaizama 
Još je jedna izražena inačica švedskoga rinkebyski švedski (šv. rinkebysvenska, također förortssvenska). To je naziv za skupinu švedskih dijalekata kojima se najčešće govori među imigrantskom populacijom švedskih gradova te predgrađa (šv. förort). Karakterističan je po tome što velik dio vokabulara crpi iz materinskih jezika svojih govornika, primjerice: bre (iz srpskoga, s istim značenjem ili kao pojačivač), guss („djevojka”, iz tur. kız) i keff („loše”, iz arap. كف‎ , „dobro”).

## Fonologija
Bitan dio švedske fonologije jest prozodija, koja je ujedno često i najočitija razlika između raznih dijalekata. U gotovo univerzalnoj uporabi (izuzev istočnošvedskih dijalekata) jest melodijski akcent, koji se u hrvatskome jezikoslovlju naziva naglasak. Švedski koristi dva naglaska, koji se često nazivaju „akcent 1” i „akcent 2”, ali su u uporabi i nazivi akut za prvi te grav za drugi. Ti naglasci su razlikotvorni, što znači da njihova uporaba čini razliku u značenju riječi. Tako riječ anden izgovorena akcentom 1 znači „patka”, a akcentom 2 „duh”, oboje u određenom obliku.

### Samoglasnici
Švedski ima 9 ili 18 samoglasnika, ovisno o tome smatraju li se dugi i kratki samoglasnici različitim fonemima. Kao i kod drugih germanskih jezika, dugi samoglasnici upareni su s kratkima, a parovi dijele artikulacijske osobine, osim što je onaj kratki samoglasnik u paru tipično niži i centraliziraniji. Mnogi dijalekti također ne razlikuju kratki glas [ɛ]/[æ] od kratkog /e/ (na slici prikazan kao ⟨ɛ⟩), zbog čega neke analize nalažu sustav od 17 samoglasnika. Neki dijalekti, poput skonskih te gutnijskog, koriste i dvoglase. 

### Suglasnici
Suglasnika ima 18, iako fonemi /ɧ/ i /r/ često variraju ovisno o dijalektu i društvenom statusu govornika. Često se kombinacija fonema /r/ s dentalnim suglasnikom realizira kao retrofleks, suglasnik izgovoren s vrhom jezika prema natrag, čemu je uzrok alveolaran izgovor [ɾ]. Tako se slijedovi /rs/, /rt/, /rd/, /rn/ i /rl/ realiziraju kao [ ʂ ʈ ɖ ɳ ] i  [ ɭ ]. U južnošvedskim dijalektima, fonem /r/ izgovara se kao grleni rotik [ʁ], koji je sličan francuskome glasu za ⟨r⟩, zbog čega ne dolazi do nastanka retrofleksa u kombinaciji sa dentalima.
Za švedski je osobito karakterističan već navedeni glas /ɧ/ (šv. sje-ljudet, dosl. „sje-zvuk”). Najbliži zvukovi su mu bezvučni postalveolarni frikativ (hrvatski glas »š«) i bezvučni labijalizirani velarni aproksimant [ʍ] koji se pojavljuje u nekim dijalektima engleskoga. Fonetičari nisu složni oko toga kako bi se taj zvuk mogao opisati, a Međunarodno fonetsko društvo ga navodi kao „istovremeni [ʃ] i [x]”, odnosno istovremeni hrvatski »š« i »h«. Taj se glas također izgovara drugačije ovisno o dijalektu govornika; sjevernošvedski dijalekti ga izgovaraju kao retrofleks [ʂ], a istočnošvedski isto hrvatskomu »š«. Katkad se nailazi i na izgovor [χ] među imigrantskim stanovništvom, obično pod utjecajem arapskog, kurdskog ili perzijskog.
|            |          | Labijal | Dental Alveolar | Retrofleks | Palatal | Velar | Glotal |
| ---------- | -------- | ------- | --------------- | ---------- | ------- | ----- | ------ |
| Nazal      | Nazal    | m       | n               | (ɳ)        |         | ŋ     |        |
| Ploziv     | bezvučni | p       | t               | (ʈ)        |         | k     |        |
| Ploziv     | zvučni   | b       | d               | (ɖ)        |         | g     |        |
| Kontinuant | bezvučni | f       | s               | (ʂ)        | ɕ       | ɧ     | h      |
| Kontinuant | zvučni   | v       | l               |            | j       |       |        |
| Tril       |          |         | r               |            |         |       |        |

## Vanjske poveznice
- Švedska Wikipedija
- Ethnologue (14th)
- Ethnologue (15th)
- Švedsko-hrvatski rječnik